# Испанская Флорида
Испанская Флорида (исп. La Florida) — колония Испании на полуострове Флорида и прилегающих территориях, в настоящее время составляющих штат США Флорида и юго-восток штата Джорджия. Колония существовала с начала XVI века по 1763 год, когда она была продана Великобритании. Испания вновь владела Флоридой с 1783 по 1821 годы. После этого Флорида была передана США в обмен на отказ от всех притязаний на Техас.

## Открытие и раннее освоение
В 1512 году Хуан Понсе де Леон, губернатор Пуэрто-Рико, получил разрешение испанского короля отправиться на поиски земель к северу от Кубы. Он за свой счёт снарядил три корабля и выплыл из Пуэрто-Рико в 1513 году. В начале апреля экспедиция достигла северо-восточного побережья Флориды, которую Понсе де Леон принял за остров. Он объявил остров испанским владением и назвал его Флорида, либо в честь пасхального фестиваля цветов (исп. Pascua Florida), так как «остров» был открыт перед пасхой, либо из-за богатой растительности Флориды. Затем он исследовал восточное побережье острова, архипелаг Флорида-Кис, и, обогнув полуостров, западное побережье, после чего возвратился на Пуэрто-Рико.
Нельзя исключить и того, что испанцы высаживались на Флориде и до Понсе де Леона, хотя он, несомненно, был первым испанцем с королевским патентом. Сообщается, что индейцы встретили экспедицию Понсе де Леона враждебно, а один из встреченных им индейцев знал несколько слов по-испански.
За экспедицией Понсе де Леона последовали множество других. Так, между 1514 и 1516 годом Педро де Саласар обратил в рабство около 500 индейцев на восточном побережье Флориды. В 1516 году Флориду исследовала экспедиция Диего Мируэло, а в 1517 — Франсиско Эрнандеса де Кордобы. В 1519 году Алонсо Альварес де Пинеда составил карту всего побережья Мексиканского залива, включая Флориду. В 1521 году Понсе де Леон снарядил два корабля, чтобы основать постоянное поселение во Флориде, однако экспедиция была разгромлена индейцами Калуса, а сам Понсе де Леон умер от ран в Гаване.
В том же году в устье реки Уоккамо (ныне Южная Каролина) Педро де Кехо и Франсиско Гордийо захватили 60 индейцев и обратили в рабство. Кехо вернулся в 1525 году вместе с Лукасом Васкесом де Аийоном, и последний в 1526 году вместе с отрядом из 600 человек приплыл к атлантическому побережью Северной Америки, чтобы основать там поселение. Колония Сан-Мигель-де-Гульдапе, на территории современной Джорджии, стала первым европейским поселением на нынешней территории США. Колония была оставлена через два месяца из-за голода, болезней и постоянных нападений индейцев. 150 выживших колонистов вернулись на острова.

### Экспедиция Нарваэса
В 1527 году Панфило де Нарваэс отплыл с отрядом из 600 человек на пяти кораблях из Испании с миссией исследовать и заселить побережье Мексиканского залива между Мексикой и Флоридой. 12 апреля 1528 года экспедиция высадилась около залива Тампа. Нарваэс использовал неверные карты, по которым залив был обозначен в 150 км севернее его действительного расположения, поэтому он отправил корабли на север на поиски залива, а сам с большей частью экспедиции отправился пешком вдоль западного побережья полуострова, рассчитывая присоединиться к кораблям в заливе Тампа. Побережье оказалось в большой своей части ненаселённым, и экспедиция питалась лишь собственными запасами, пока не встретилась с индейцами у реки Уитлакучи. Там они взяли заложников и пришли в индейскую деревню, где смогли достать кукурузу, а ещё севернее были встречены вождём племени, Дунчанчеллином, и сопровождены в его деревню севернее реки Сувонни. Вождь пытался заручиться поддержкой испанцев против враждебного племени аппалачей.
Взяв индейцев в качестве проводников, испанцы двинулись на северо-запад, в сторону территории, заселённой аппалачами. Экспедиция, обойдя крупные поселения аппалачей, вышла к Ауте, поселению на берегу Мексиканского залива, которое к этому моменту уже длительное время выдерживало нападения индейцев. Так как экспедиция была истощена недостаточным питанием, болезнями и нападениями индейцев, Нарваэс решил не продолжать движение по берегу, и с оставшимися 240 людьми отплыл вдоль берега на пяти плотах. Плоты были разбросаны штормом около побережья Техаса (в частности, плот, на котором находился Нарваэс, пропал бесследно), и четверо спасшихся участников экспедиции (в том числе Альвар Нуньес Кабеса де Вака) через восемь лет добрались до Мексики.

### Экспедиция де Сото

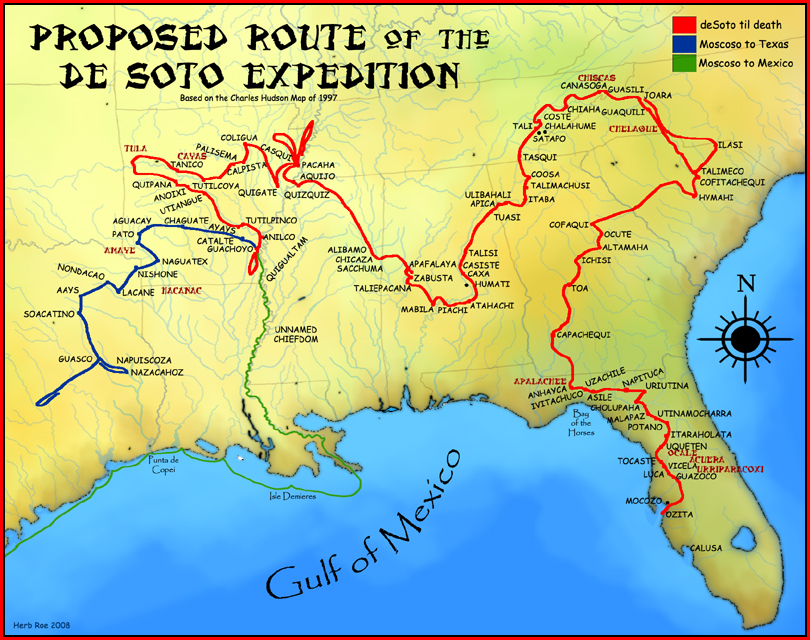
Карта предположительного пути следования экспедиции де Сото, основанная на карте Чарльза М. Гудзона (1997).

Эрнандо де Сото, участник похода Писарро против инков, в 1536 году вернулся в Испанию и через год был назначен губернатором Кубы. 30 мая 1539 года снаряжённая им большая экспедиция для «завоевания» Флориды высадилась на берег в заливе Тампа, где они обнаружили Хуана Ортиса, участника экспедиции Нарваэса, взятого в плен индейцами. Ортис сообщил де Сото о богатстве племени аппалачей, и де Сото с 550 солдатами и 200 лошадьми отправился на север, дальше от берега, чем шла ранее экспедиция Нарваэса. Экспедиция де Сото находила пропитание на своём пути. Индейцы, помнившие ещё о Нарваэсе, были сдержанны либо откровенно враждебны. Де Сото захватил несколько мужчин как проводников и женщин для развлечения солдат.
В октябре экспедиция достигла земель аппалачей и остановилась в их главном городе Анхаика, на месте современного Таллахасси в северной Флориде. В городе они обнаружили запасы продовольствия, но не нашли золота или каких-либо других драгоценностей. Весной де Сото отправился на северо-восток, дойдя до современной территории штата Северная Каролина, затем повернул на запад, пересёк главный Аппалачский хребет и попал на территорию штата Теннесси, затем повернул на юг, на современную территорию штата Джорджия. Впоследствии экспедиция отправилась на запад, потеряла всю свою провизию в сражении с индейцами на реке Алабама, перезимовала и в марте 1541 года переправилась через реку Миссисипи. Следующую зиму экспедиция де Сото провела на территории современной Оклахомы, после чего вернулась к реке Миссисипи, где предположительно умер де Сото. 310 выживших участников экспедиции возвратились в 1543 году в испанские владения.

### Окусе и Санта-Элена
Хотя испанцы быстро обнаружили, что во Флориде нет золота, полуостров играл стратегическую роль для защиты Мексики и Карибского бассейна, поэтому территория должна была быть заселена. В 1559 году Тристан де Луна-и-Аррельяно отправился из Мексики с 500 военными и 1000 человек гражданского населения с целью основать поселения Окусе (в заливе Пенсакола) и Санта-Элена (Порт-Ройял-Саунд, ныне Южная Каролина). Предполагалось, что большинство колонистов дойдут от Окусе до Санта-Элены пешком. Однако через месяц после прибытия экспедиции в Окусе, когда не все корабли ещё были разгружены, ураган уничтожил существенную часть запасов. Вглубь материка были посланы экспедиции, однако они не смогли обеспечить достаточных запасов продовольствия. Тем временем Луна получил приказ короля немедленно занять Санта-Элену и в ответ выслал три небольших корабля. Эти корабли попали в шторм и были вынуждены вернуться в Мексику. В 1561 году Луну сменил Анхель де Вильяфанье, имевший приказ занять Санта-Элену, приведя туда большую часть колонистов из Окусе. Вильяфанье привёл в Санта-Элену 75 человек, но шторм помешал им высадиться на берег, и экспедиция вернулась в Мексику.

## Соперничество с Францией
Поскольку Франция также начала интересоваться северным берегом Мексиканского залива, испанцы вынуждены были ускорить колонизацию. Так, Жан Рибо в 1562 году в ходе экспедиции в Северную Флориду основал поселение Шарльфор на том месте, где сейчас расположено Рекрутское депо морской пехоты Пэррис-Айленд (Южная Каролина). Рене Гулен де Лодоньер в 1564 году основал Фор-Каролин там, где сейчас находится Джэксонвилл. Фор-Каролин служил гаванью для высадки переселенцев-гугенотов. В том же году гарнизон Шарльфора оставил форт и переместился в Фор-Каролин.
В том же 1562 году английский авантюрист Томас Стакли добился поддержки у королевы Елизаветы своего собственного плана колонизации Флориды. Стакли снарядил экспедицию, но не пересёк Атлантический океан, сочтя более выгодным занятие пиратством около побережья Ирландии.
В ответ испанцы основали Сан-Агустин в 1565 году. Это поселение было основано Педро де Менендесом де Авильесом и стало первым постоянным европейским поселением на территории нынешних США. Менендес де Авильес немедленно собрал отряд и отправился по земле, чтобы напасть на Фор-Каролин. Одновременно французы отплыли из Фор-Каролин, намереваясь атаковать Сан-Агустин с моря. Испанцы легко взяли крепость, вырезав всё мужское население (лишь 25 человек смогли спастись). Французы, в свою очередь, не смогли достичь Сан-Агустина из-за шторма, многие корабли разбились в проливе Матанзас. Менендес де Авильес, нашедший выживших в кораблекрушении, приказал их всех казнить.
Испанцы переименовали Фор-Каролин в Форт Сан-Матео. Через два года Доминик де Гург захватил форт и вырезал всех испанцев.

## Дальнейшая история
В 1566 году испанцы основали, наконец, колонию Санта-Элена на острове Паррис, ныне Южная Каролина. Хуан Пардо дважды (1566-67 и 1567-68) организовывал экспедиции вглубь материка, на современную территорию Теннесси, основав несколько фортов. В 1586 году английский пират Френсис Дрейк разграбил и сжёг Сан-Агустин, а в 1587 году испанцы оставили Санта-Элену.
Начиная с 1567 года, иезуиты, как и везде в испанских колониях, стали основывать миссии во Флориде. В 1572 году все иезуиты покинули Флориду, и в 1573 году францисканцы взяли ответственность за миссии. Со временем число миссий достигло ста, они действовали в индейских племенах гуале, тимукуа и аппалачи. В 1656 году произошло восстание индейцев гуале.
В течение всего XVII века европейские переселенцы в Виргинию, Северную и Южную Каролину постепенно отодвигали границы испанских владений на юг, а французское освоение Луизианы угрожало Флориде с запада. Начиная с 1680 года, английские переселенцы и их индейские союзники в провинции Каролина постоянно нападали на испанские миссии и Сан-Агустин. В 1702 году полковник Джеймс Мур сжёг город Сан-Агустин, но не смог овладеть фортом.
В 1696 году испанцы основали город Пенсакола на месте бывшего поселения Окусе. В 1719 году Пенсаколу захватили французы.
В этот же период началась миграция во Флориду индейцев, позже образовавших народ семинолов.

## Британское владение

Западная Флорида в 1767 году

В 1763 году Испания передала Флориду Великобритании в обмен на контроль над Гаваной, которую англичане заняли во время Семилетней войны. Практически всё испанское население, а также обратившиеся в католичество в миссиях индейцы оставили территорию. Англичане разделили Флориду на Восточную и Западную и занялись привлечением переселенцев. Для этого переселенцам предлагали землю и финансовую поддержку. Одновременно шла миграция во Флориду с севера индейских племён.
В 1767 году северная граница Западной Флориды была существенно передвинута, так что Западная Флорида включила части современных территорий штатов Алабама и Миссисипи.
Во время войны за независимость США Великобритания сохранила контроль над Восточной Флоридой, но Испания смогла захватить Западную Флориду благодаря союзу с Францией, находящейся в состоянии войны с Англией. По Версальскому мирному договору 1783 года между Великобританией и Испанией вся Флорида отошла Испании, но её границы не были точно определены. США признавали старую границу по 31 параллели, в то время как Испания настаивала на перенесённой границе, желая сохранить расширенную Флориду. По мирному договору Сан-Лоренцо 1795 года между Испанией и США граница была проведена по 31-й параллели.

## Второй испанский колониальный период

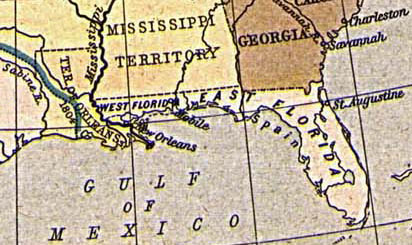
Испанская Флорида в 1810 году

В начале XIX века Испания проводила политику привлечения переселенцев, как из Испании, так и из США, раздавая им значительные земельные участки. Постепенно нарастала напряжённость в отношениях между поселенцами и индейцами, и в какой-то момент индейцы из Флориды стали нападать на поселения в Джорджии. В ответ армия США стала совершать регулярные рейды вглубь испанской территории. Наиболее значительный из них, проведённый в 1817—1818 годах под командованием Эндрю Джексона, известен как Первая семинольская война. После окончания войны Восточная Флорида фактически оказалась под контролем США.
22 февраля 1819 года Испания и США подписали договор Адамса — Ониса, вступивший в силу 10 июля 1821 года. Согласно этому договору, Флорида передавалась США в обмен на отказ США от территориальных притязаний на Техас.